# Atmosfera di Ganimede
L'atmosfera di Ganimede è composta in massima parte da ossigeno, seguono ozono, sodio e idrogeno atomico. L'atmosfera è piuttosto sottile ed è probabilmente originata dalla scissione del ghiaccio d'acqua presente sulla superficie del satellite per effetto della radiazione solare incidente. È stata rilevata per la prima volta durante un'occultazione stellare nel 1972 e osservata sempre con difficoltà da allora. I fenomeni più evidenti, rilevati con il Telescopio spaziale Hubble, sono state intense emissioni luminose, localizzate a ± 50° di latitudine N/S e collegate all'interazione tra l'atmosfera e le particelle cariche della magnetosfera ganimediana.

## Caratteristiche
Nel 1972, un team di astronomi indiani, britannici e statunitensi che lavoravano presso l'Osservatorio Bosscha sull'isola di Giava, in Indonesia, annunciarono la scoperta di una sottile atmosfera attorno al satellite durante l'occultazione di una stella da parte di Giove e dello stesso Ganimede. Essi ipotizzarono una pressione superficiale di 1 μBar circa (0,1 Pa).
Tuttavia nel 1979, la sonda Voyager 1 osservò l'occultazione della stella  κ Centauri durante il suo sorvolo del pianeta, compiendo analisi che portarono a risultati differenti da quelli trovati nel 1972. Le misurazioni furono condotte nell'ultravioletto lontano, ad una lunghezza d'onda inferiore ai 200 nanometri, e, sebbene molto più sensibili alla presenza dei gas rispetto alle osservazioni nel visibile fatte nel 1972, la sonda non rilevò alcuna atmosfera. Il limite superiore della densità numerica fu stimato essere di 1,5×109 cm−3, corrispondente ad una pressione superficiale di circa 2,5×10-5 μBar, cioè un valore di cinque ordini di grandezza inferiore a quanto troppo ottimisticamente era stato indicato nel 1972.

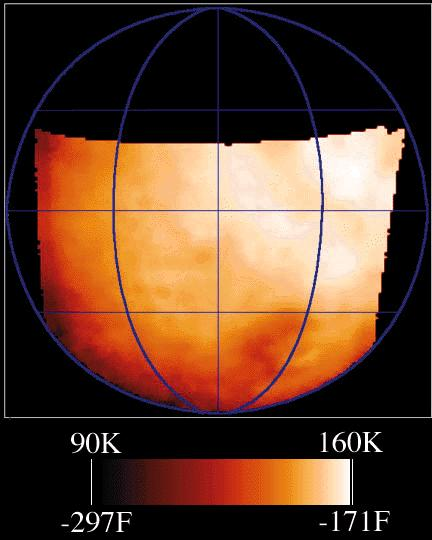
Mappatura in falsi colori della temperatura di Ganimede

Al contrario dei dati della Voyager, una tenue atmosfera di ossigeno, similmente a quanto trovato anche per Europa, venne rilevata su Ganimede dal Telescopio spaziale Hubble nel 1995. Il telescopio spaziale rilevò la presenza di ossigeno atomico da osservazioni nel lontano ultravioletto, alle lunghezze d'onda di 130,4 nm e 135,6 nm, che individuarono il manifestarsi di airglow. Questo tipo di emissioni si verificano quando l'ossigeno molecolare viene dissociato in atomi dall'impatto con elettroni, rivelando così la presenza di un'atmosfera sostanzialmente neutra composta principalmente di molecole di O2. Il valore della densità numerica alla superficie è probabilmente compreso tra 1,2-7×108 cm-3, corrispondente alla pressione superficiale di 0,2–1,2×10-5 μBar. Questi valori sono in accordo con il limite superiore ricavato dai dati raccolti dalla Voyager e calcolato nel 1981.
L'ossigeno non è però una prova dell'esistenza di vita su Ganimede; si pensa infatti che esso sia prodotto per effetto delle radiazioni incidenti sulla superficie, che determinano la scissione in idrogeno e ossigeno di molecole di ghiaccio d'acqua presenti sulla superficie di Ganimede. Mentre l'idrogeno viene rapidamente disperso a causa del suo basso peso atomico, l'ossigeno così liberato va a costituire l'atmosfera del satellite. Le emissioni luminose (airglow) osservate su Ganimede non sono spazialmente omogenee come lo sono quelle su Europa. Il Telescopio spaziale Hubble ha osservato due chiazze luminose localizzate nell'emisfero sud e nell'emisfero nord, vicino ai ± 50° di latitudine, corrispondenti al confine tra le linee di campo aperte e chiuse del campo magnetico di Ganimede. Le emissioni luminose potrebbero essere aurore polari, causate dalla precipitazione del plasma lungo le linee di campo aperte.
L'esistenza di un'atmosfera neutra implica quella di una ionosfera, poiché le molecole di ossigeno vengono ionizzate dall'impatto con gli elettroni altamente energetici provenienti dalla magnetosfera e dalle radiazioni solari nell'estremo ultravioletto. Tuttavia, la natura della ionosfera di Ganimede è ancora controversa, come lo è del resto la natura dell'atmosfera. Alcune misurazioni della sonda Galileo accertarono un valore elevato della densità di elettroni vicino al satellite, suggerendo così la presenza di una ionosfera, mentre altre misurazioni non riuscirono a rilevare niente. La densità di elettroni vicino alla superficie potrebbe essere dell'ordine di circa 400–2500 cm−3. Al 2008, non sono stati ancora trovati limiti precisi dei parametri che caratterizzano la ionosfera ganimediana.

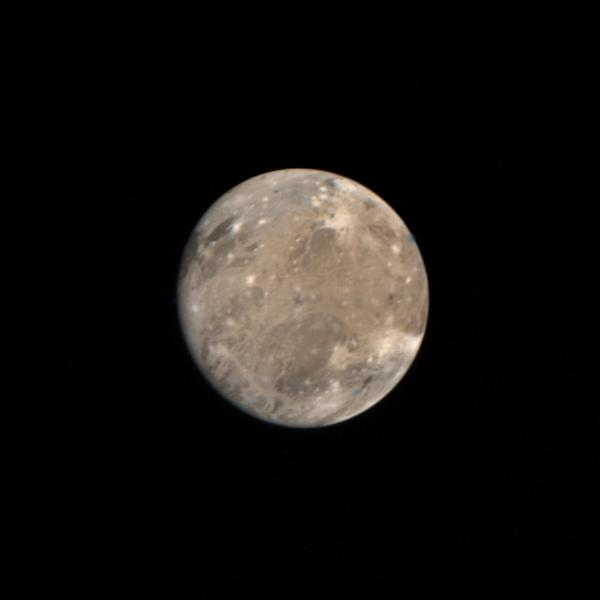
Immagine di Ganimede

Ulteriori evidenze di una atmosfera di ossigeno derivano dal rilevamento spettroscopico di gas intrappolato tra i ghiacci d'acqua di Ganimede. La scoperta di ozono (O3) nell'atmosfera venne annunciata nel 1996. Nel 1997 venne rivelata, tramite l'analisi delle righe di assorbimento spettroscopico, la presenza di una fase densa di ossigeno molecolare, compatibile con del gas intrappolato nel ghiaccio d'acqua. L'intensità delle righe di assorbimento rilevate dipende più dalla latitudine e dalla longitudine che dall'albedo della superficie; le righe tendono a diminuire all'aumentare della latitudine, mentre l'ozono mostra un comportamento opposto. Esperimenti di laboratorio hanno trovato che, alla temperatura relativamente calda di 100 K della superficie di Ganimede, l'ossigeno molecolare tende a dissolversi nel ghiaccio invece di raggrupparsi in bolle.
La ricerca del sodio nell'atmosfera, subito dopo il ritrovamento dello stesso su Europa, non portò ad alcun risultato nel 1997; pertanto il sodio è almeno 13 volte meno abbondante su Ganimede che su Europa. La causa è legata o alla relativa scarsezza sulla superficie o al fatto che la magnetosfera scherma le particelle più energetiche. Un altro costituente minore dell'atmosfera di Ganimede è l'idrogeno atomico. Gli atomi di idrogeno vennero scoperti a 3000 km dalla superficie. La loro densità sulla superficie è di circa 1,5×104 cm−3.